# قارب زجاجي القاع

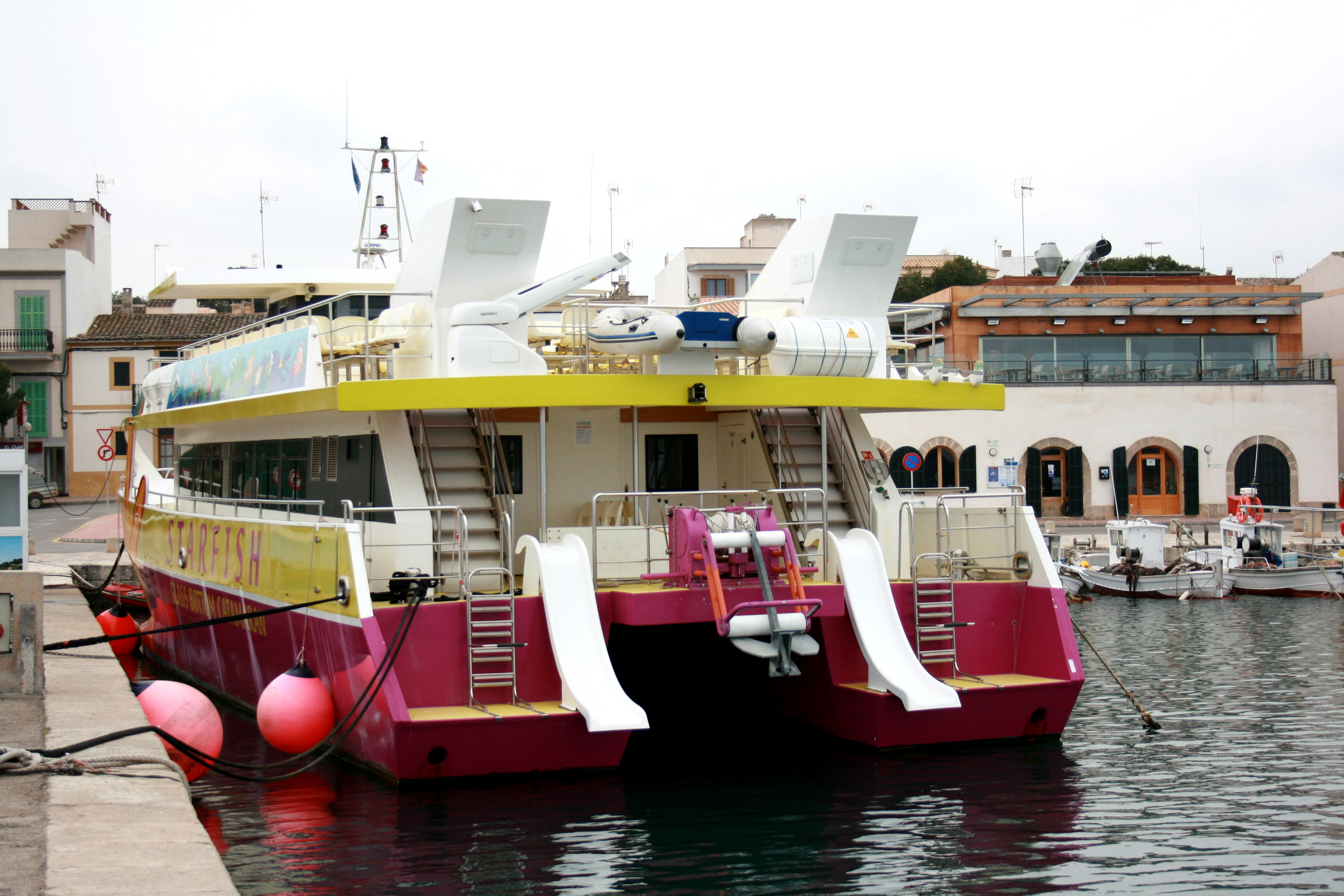

القارب زجاجي القاع هو قارب به أقسام من الزجاج، أو أي مادةشفافة مناسب، ة مما يسمح للمسافرين لمراقبة البيئة تحت الماء من داخل القارب، وهو مشابه لقناع الغوص، في حين أن الركاب يبقون خارج الماء وجافين.

## الاستخدام

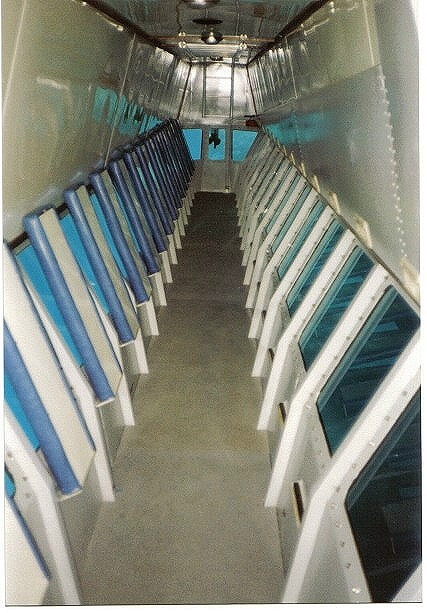
قارب زجاجي القاع تُظهر نوافذه ما تحت البحر على الحيد المرجاني العظيم

وتستخدم قوارب ذات القيعان الزجاجية على وجه الحصر تقريبًا لعمل جولات، كما أنها مصممة عادة للسماح لأكبر عدد ممكن من السياح لمشاهدة نا أسفل الزجاج وليست مناسبة بالفعل لاستخدامات أخرى، وهي مستخدمة في كل الوجهات السياحية الساحلية، إلا أن في العديد منهم حلت محلها الغواصات.